# Liste der Mord- und Sühnekreuze im Main-Tauber-Kreis
In der Liste der Mord- und Sühnekreuze im Main-Tauber-Kreis sind Mord- und Sühnekreuze für Gemeinden im Main-Tauber-Kreis in Baden-Württemberg aufgelistet.
Der Main-Tauber-Kreis ist nach Bernhard Losch der Landkreis mit den meisten Sühnekreuzen in Baden-Württemberg. Der Grund liegt in der seit dem Mittelalter durchgehend landwirtschaftlichen Struktur des Kreises. Es kam in der Neuzeit zu keiner Verdichtung von Siedlung und Industrie wie in den Ballungsgebieten, so dass diese Kulturdenkmale im Freiland weitgehend erhalten blieben. Aus diesem Grund gibt es unter anderem auch noch zahlreiche Freilandkreuzwege im Main-Tauber-Kreis. Begünstigt wurde dies durch einen unterdurchschnittlichen Waldanteil, dagegen ist der Anteil der landwirtschaftlich genutzten Fläche sehr hoch. Die Besiedlungsdichte ist mit rund 100 Einwohnern pro Quadratkilometer die niedrigste in Baden-Württemberg. Die ursprüngliche Kulturlandschaft blieb somit ohne starke Störungen durch großflächige Wohn- oder Industrieflächen erhalten.
Bekannt ist das Steinkreuznest bei Reicholzheim, die größte Ansammlung von Steinkreuzen in Süddeutschland, die bereits Gegenstand der Kunst war.

## Mord- und Sühnekreuze im Main-Tauber-Kreis

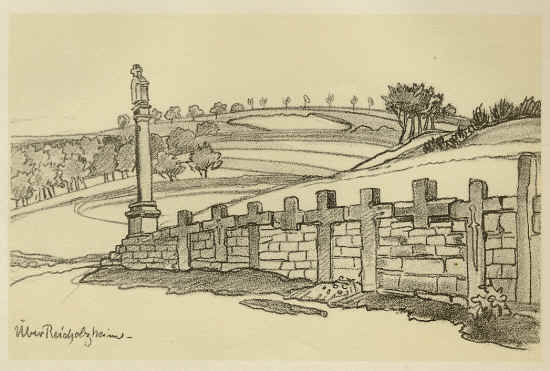
Das Steinkreuznest bei Reicholzheim, einer Ortschaft von Wertheim, war bereits Gegenstand der Kunst (hier ein Gemälde von Rudolf Schiestl, 1925)
Ein weiteres Steinkreuznest befindet sich in Bad Mergentheim
Um diese Steinkreuzansammlungen und andere Mord- und Sühnekreuze ranken sich zahlreiche Sagen, die – sofern bekannt – in den folgenden Teillisten dargestellt sind

In 16 der 18 Kommunen des Main-Tauber-Kreises sind 117 Mord- und Sühnekreuze bekannt (Stand: 22. Mai 2020):
| Kommune            | Teillisten der Mord- und Sühnekreuze                  | Anzahl (bekannter Kreuze) |
| ------------------ | ----------------------------------------------------- | ------------------------- |
| Ahorn              | Liste der Mord- und Sühnekreuze in Ahorn              | 02                        |
| Assamstadt         | keine                                                 | 0–                        |
| Bad Mergentheim    | Liste der Mord- und Sühnekreuze in Bad Mergentheim    | 012                       |
| Boxberg            | Liste der Mord- und Sühnekreuze in Boxberg            | 05                        |
| Creglingen         | Liste der Mord- und Sühnekreuze in Creglingen         | 014                       |
| Freudenberg        | keine                                                 | 0–                        |
| Großrinderfeld     | Liste der Mord- und Sühnekreuze in Großrinderfeld     | 02                        |
| Grünsfeld          | Liste der Mord- und Sühnekreuze in Grünsfeld          | 03                        |
| Igersheim          | Liste der Mord- und Sühnekreuze in Igersheim          | 07                        |
| Königheim          | Liste der Mord- und Sühnekreuze in Königheim          | 02                        |
| Külsheim           | Liste der Mord- und Sühnekreuze in Külsheim           | 04                        |
| Lauda-Königshofen  | Liste der Mord- und Sühnekreuze in Lauda-Königshofen  | 04                        |
| Niederstetten      | Liste der Mord- und Sühnekreuze in Niederstetten      | 07                        |
| Tauberbischofsheim | Liste der Mord- und Sühnekreuze in Tauberbischofsheim | 018                       |
| Weikersheim        | Liste der Mord- und Sühnekreuze in Weikersheim        | 02                        |
| Werbach            | Liste der Mord- und Sühnekreuze in Werbach            | 09                        |
| Wertheim           | Liste der Mord- und Sühnekreuze in Wertheim           | 024                       |
| Wittighausen       | Liste der Mord- und Sühnekreuze in Wittighausen       | 02                        |
| Gesamt             | 16/18                                                 | 117                       |

### Ahorn
Mord- und Sühnekreuze auf der Gemarkung der Gemeinde Ahorn:
| Bezeichnung                       | Datierung       | Bezeichnung / Volkstümliche Überlieferung                                    | Bild                       | Standort                    |
| --------------------------------- | --------------- | ---------------------------------------------------------------------------- | -------------------------- | --------------------------- |
| Ahorn I / Ortsteil Buch am Ahorn  | ca. 16./17. Jh. | Ein pflügender Bauer kam hier zu Tode als ihm die Ochsen durchgegangen sind. | Nicht mehr auffindbar 2015 | 49° 32′ 22″ N, 9° 33′ 41″ O |
| Ahorn II / Ortsteil Buch am Ahorn | ca. 16./17. Jh. | „Kreuzstein“ / Wird mit dem Dreißigjährigen Krieg in Verbindung gebracht.    | Nicht mehr auffindbar 2015 | 49° 32′ 51″ N, 9° 33′ 14″ O |

### Bad Mergentheim
Mord- und Sühnekreuze auf der Gemarkung der Stadt Bad Mergentheim:
| Bezeichnung                                   | Datierung           | Bezeichnung / Volkstümliche Überlieferung | Bild | Standort                      |
| --------------------------------------------- | ------------------- | --- | ---- | ----------------------------- |
| Bad Mergentheim I–VI                          | zw. 15. und 18. Jh. | Verschiedene unterschiedliche Überlieferungen. |      | 49° 29′ 49″ N, 9° 46′ 33″ O   |
| Bad Mergentheim VII                           | ca. 15. Jh.         | Wird mit dem Tod eines Schieferdeckers in Verbindung gebracht. Nachdem ein Bauer das Kreuz mit in sein Haus in Wachbach genommen habe, sei eine Viehseuche ausgebrochen und er brachte daraufhin den Stein zurück an seinen ursprünglichen Standort. |      | 49° 29′ 29″ N, 9° 46′ 32″ O   |
| Bad Mergentheim VIII                          | ca. 16. Jh.         | [ 6 ] |      | 49° 29′ 39″ N, 9° 44′ 56″ O   |
| Bad Mergentheim IX / Stadtteil Althausen      | ca. 14./15. Jh.     | [ 7 ] |      | 49° 28′ 8″ N, 9° 44′ 43″ O    |
| Bad Mergentheim X / Stadtteil Herbsthausen    | ca. 16. Jh.         | [ 8 ] |      | 49° 24′ 21″ N, 9° 49′ 42″ O   |
| Bad Mergentheim XI                            | ca. 16. Jh.         | Sühnekreuz am Torwachhaus. Nicht bei Losch (1981) verzeichnet. |      | 49° 29′ 27″ N, 9° 46′ 12″ O   |
| Bad Mergentheim XII / Stadtteil Löffelstelzen |                     | Sühnekreuz. Dies ist ein Mordstein. Nach Aussagen sollen hier zwei Schäfer ein Mann erschlagen haben. Nicht bei Losch (1981) verzeichnet. |      | Koordinaten fehlen! Hilf mit. |

### Boxberg
Mord- und Sühnekreuze auf der Gemarkung der Stadt Boxberg:
| Bezeichnung                          | Datierung              | Bezeichnung / Volkstümliche Überlieferung                                                                                           | Bild | Standort                    |
| ------------------------------------ | ---------------------- | --- | ---- | --------------------------- |
| Boxberg I / Stadtteil Kupprichhausen | ca. 16. Jh.            | |      | 49° 31′ 46″ N, 9° 37′ 9″ O  |
| Boxberg II / Stadtteil Oberschüpf    | ca. 15./Anfang 17. Jh. | „Blutstein“ / Ein junger Bauernsohn brachte im Streit um ein Mädchen einen durchziehenden Schäfer mit einer „Hippe“ (Rebmesser) um. |      | 49° 31′ 13″ N, 9° 40′ 55″ O |
| Boxberg III / Stadtteil Schwabhausen | Inschrift „1713“       | „Zigeunerkreuz“ / Ein fremder Fuhrmann wurde im Streit erschlagen. / Ein Bauer mit einer Sense wurde vom Blitz erschlagen.          |      | 49° 27′ 2″ N, 9° 35′ 57″ O  |
| Boxberg IV / Stadtteil Windischbuch  | ca. 15./16. Jh.        | „Schwedenkreuz“ / Mehrere Überlieferungen in Verbindung mit dem Dreißigjährigen Krieg oder den Napoleonischen Kriegen.              |      | 49° 25′ 57″ N, 9° 37′ 33″ O |
| Boxberg V / Stadtteil Wölchingen     | ca. 15./16. Jh.        | Tod eines Kindes oder ein Totschlag.                                                                                                |      | 49° 28′ 55″ N, 9° 38′ 17″ O |

### Creglingen
Mord- und Sühnekreuze auf der Gemarkung der Stadt Creglingen:
| Bezeichnung                           | Datierung        | Bezeichnung / Volkstümliche Überlieferung | Bild | Standort                        |
| ------------------------------------- | ---------------- | --- | ---- | ------------------------------- |
| Creglingen I                          | ca. 14./16. Jh.  | Zwei Brüder gerieten am ursprünglichen Standort des Kreuzes in Erdbach in Streit und haben sich gegenseitig mit ihren „Schnittheppen“ (Gerät zum Distelausschneiden) erschlagen.            |      | 49° 27′ 31″ N, 10° 1′ 53″ O     |
| Creglingen II                         | ca. 14./16. Jh.  | |      | Kreuz nicht mehr vorhanden 2018 |
| Creglingen III / Stadtteil Blumweiler | ca. 15./16. Jh.  | Hier wurde im Dreißigjährigen Krieg ein Reiter gefunden, dem durch Kopf und Herz geschossen war.                                                                                            |      | 49° 24′ 20″ N, 10° 5′ 35″ O     |
| Creglingen IV / Stadtteil Finsterlohr | ca. 15./16. Jh.  | Der Stein soll mit den Kreuzzügen zu tun haben. Früher war es Brauch, dass bei Beerdigungen der Leichenzug am Kreuzstein hielt, der Chor ein Lied sang und ein Vaterunser gesprochen wurde. |      | 49° 25′ 49″ N, 10° 6′ 37″ O     |
| Creglingen V / Weiler Lichtel         | ca. 14./16./ Jh. | „Schäferkreuz“ / Verschiedene unterschiedliche Überlieferungen. |      | 49° 24′ 35″ N, 10° 2′ 31″ O     |
| Creglingen VI / Weiler Lichtel        | ca. 15./16. Jh.  | „Metzgerkreuz“ / Mit einer Schnittheppe soll dort ein Mann getötet worden sein. |      | 49° 24′ 26″ N, 10° 2′ 56″ O     |
| Creglingen VII–IX / Stadtteil Münster | ca. 15./16. Jh.  | „Vater, Mutter und Kind“ / Ermordung einer Familie mit Kind. / Erinnerung an eine Familie, die im Hochwasser ertrunken ist. / Streit zwischen drei Schäfern.                                |      | 49° 26′ 25″ N, 10° 2′ 30″ O     |
| Creglingen X / Stadtteil Münster      | ca. 15./16. Jh.  | Ein Rothenburger Musketierschreiber wurde an der Stelle des Kreuzes vom Pferd geworfen und zu Tode geschleift. Der Reiter geht in der Nacht dort um.                                        |      | 49° 25′ 33″ N, 10° 3′ 11″ O     |
| Creglingen XI / Weiler Reutsachsen    | ca. 15. Jh.      | Streit zwischen zwei Rothenburger Bäckern. |      | Kreuz nicht mehr vorhanden 2015 |
| Creglingen XII / Weiler Reutsachsen   | ca. 16./17. Jh.  | |      | Kreuz nicht mehr vorhanden 2015 |
| Creglingen XIII / Weiler Reutsachsen  |                  | |      | Kreuz nicht auffindbar 2015     |
| Creglingen XIV / Stadtteil Schmerbach | ca. 14./15. Jh.  | Es soll sich dort ein Massengrab aus dem Dreißigjährigen Krieg befinden. |      | 49° 24′ 31″ N, 10° 4′ 37″ O     |

### Großrinderfeld
Mord- und Sühnekreuze auf der Gemarkung der Gemeinde Großrinderfeld:
| Bezeichnung       | Datierung       | Bezeichnung / Volkstümliche Überlieferung                                                                     | Bild | Standort                    |
| ----------------- | --------------- | --- | ---- | --------------------------- |
| Großrinderfeld I  | ca. 16./17. Jh. | „Linsenkreuz“ / Zwei Schäfer gerieten beim Essen ihrer Linsensuppe in Streit und erschlugen sich gegenseitig. |      | 49° 38′ 58″ N, 9° 44′ 32″ O |
| Großrinderfeld II | ca. 16./17. Jh. | Am Feldweg Richtung Brunntal. Es wurde jemand im Streit erschlagen.                                           |      | 49° 40′ 17″ N, 9° 43′ 20″ O |

### Grünsfeld
Mord- und Sühnekreuze auf der Gemarkung der Stadt Grünsfeld:
| Bezeichnung                               | Datierung                               | Bezeichnung / Volkstümliche Überlieferung                                                                  | Bild | Standort                    |
| ----------------------------------------- | --------------------------------------- | --- | ---- | --------------------------- |
| Grünsfeld I & II                          | ca. 16. Jh. (I) & Inschrift „1493“ (II) | Ein Jäger und ein Wilderer haben sich gegenseitig erschossen und für jeden wurde ein Steinkreuz errichtet. |      | 49° 37′ 4″ N, 9° 46′ 2″ O   |
| Grünsfeld III / Stadtteil Grünsfeldhausen | ca. 15. / Anfang 17. Jh.                | |      | 49° 37′ 47″ N, 9° 43′ 58″ O |

### Igersheim
Mord- und Sühnekreuze auf der Gemarkung der Gemeinde Igersheim:
| Bezeichnung                            | Datierung       | Bezeichnung / Volkstümliche Überlieferung                                 | Bild | Standort                     |
| -------------------------------------- | --------------- | ------------------------------------------------------------------------- | ---- | ---------------------------- |
| Igersheim I                            | ca. 15. Jh.     | [ 16 ] [ 17 ]                                                             |      | Nicht mehr vorhanden 2015    |
| Igersheim II                           | ca. 15./16. Jh. | [ 18 ]                                                                    |      | „sichergestellt im Bauhof“ ? |
| Igersheim III–V / Ortsteil Bernsfelden | ca. 15./16. Jh. | Werden mit dem Bauernkrieg bzw. „einem Kriegszug“ in Verbindung gebracht. |      | 49° 33′ 43″ N, 9° 53′ 32″ O  |
| Igersheim VI / Ortsteil Harthausen     | ca. 15./16. Jh. | [ 20 ]                                                                    |      | Nicht mehr vorhanden 2015    |
| Igersheim VII / Weiler Reckerstal      | ca. 14./15. Jh. | [ 21 ]                                                                    |      | 49° 31′ 50″ N, 9° 48′ 48″ O  |

### Königheim
Mord- und Sühnekreuze auf der Gemarkung der Gemeinde Königheim:
| Bezeichnung  | Datierung        | Bezeichnung / Volkstümliche Überlieferung | Bild | Standort                   |
| ------------ | ---------------- | --- | ---- | -------------------------- |
| Königheim I  | 16. Jh.          | Bei Kanalisationsarbeiten im Jahre 1977 gefunden. Die Art der Darstellung weist Anklänge an altertümliche Linienführung auf; die Proportionen des Kreuzes sprechen für eine Zuordnung zum 16. Jh.                                                                                    |      | 49° 37′ 7″ N, 9° 35′ 53″ O |
| Königheim II | eventuell „1692“ | Ebenfalls bei Kanalisationsarbeiten 1977 gefunden. Im Bauhof sichergestellt. Zur Aufstellung in der Nähe des Rathauses vorgesehen. Auf einer Abbildung aus dem Jahr 1927 mit der Bildunterschrift: „Steinkreuz in Königheim. 1692.“ ist ein ähnlich aussehendes Kreuz wiedergegeben. |      | 49° 37′ 7″ N, 9° 35′ 54″ O |

### Külsheim
Mord- und Sühnekreuze auf der Gemarkung der Stadt Külsheim:
| Bezeichnung                       | Datierung              | Bezeichnung / Volkstümliche Überlieferung | Bild | Standort                    |
| --------------------------------- | ---------------------- | --- | ---- | --------------------------- |
| Külsheim I                        | ca. 15./Anfang 17. Jh. | Steinkreuz in Gartenmauer |      | 49° 40′ 12″ N, 9° 31′ 33″ O |
| Külsheim II                       | ca. 16. Jh.            | „Knäbleinskreuz“ / Errichtet als Dank für das Wiederfinden eines Jungen, der sich verlaufen hatte. |      | 49° 39′ 4″ N, 9° 32′ 0″ O   |
| Külsheim III                      | Inschrift „1590“       | „Siebmacherkreuz“ / Die lesbare Inschrift verweist eindeutig auf den Mord an dem Siebmacher Andres Schmit. |      | 49° 39′ 16″ N, 9° 33′ 17″ O |
| Külsheim IV / Stadtteil Eiersheim | ca. 16./17. Jh.        | „Schwedenkreuz“ / Im Dreißigjährigen Krieg soll ein schwedischer Offizier wegen seiner Grausamkeit von den eigenen Soldaten ermordet worden sein. Das sog. Schwedenkreuz war lange Zeit durch Erosion zugedeckt und wurde im September 1965 wieder ausgegraben. Das Kreuz muss nicht aus der Zeit des 30-jährigen Krieges stammen, es könnte als Sühnekreuz für einen Totschlag auch älter sein. |      | 49° 39′ 38″ N, 9° 33′ 53″ O |
| Külsheim V                        | ca. 15./Anfang 17. Jh. | Steinkreuz am Wegrand im Taubenloch |      | 49° 39′ 38″ N, 9° 33′ 52″ O |

### Lauda-Königshofen
Mord- und Sühnekreuze auf der Gemarkung der Stadt Lauda-Königshofen:
| Bezeichnung                                    | Datierung              | Bezeichnung / Volkstümliche Überlieferung                                                                          | Bild | Standort                    |
| ---------------------------------------------- | ---------------------- | --- | ---- | --------------------------- |
| Lauda-Königshofen I / Stadtteil Gerlachsheim   | ca. 15./Anfang 16. Jh. | Die Inschrift „S. VEITS KIRCHLEIN“ soll auf eine Kapelle verweisen, die zu Beginn des Bauernkriegs zerstört wurde. |      | 49° 34′ 53″ N, 9° 42′ 34″ O |
| Lauda-Königshofen II / Stadtteil Gerlachsheim  | ca. 15./Anfang 16. Jh. | [ 25 ] |      | 49° 35′ 33″ N, 9° 44′ 12″ O |
| Lauda-Königshofen III / Stadtteil Gerlachsheim | ca. 17. Jh.            | Zwei Kinder sollen sich gegenseitig beim Spielen getötet haben.                                                    |      | 49° 34′ 53″ N, 9° 42′ 35″ O |
| Lauda-Königshofen IV / Stadtteil Oberbalbach   | ca. 15./16. Jh.        | [ 26 ] |      | 49° 32′ 11″ N, 9° 47′ 40″ O |

### Niederstetten
Mord- und Sühnekreuze auf der Gemarkung der Stadt Niederstetten:
| Bezeichnung                                 | Datierung       | Bezeichnung / Volkstümliche Überlieferung | Bild | Standort                    |
| ------------------------------------------- | --------------- | --- | ---- | --------------------------- |
| Niederstetten I / Heimberg                  | ca. 15. Jh.     | Ein Streit zwischen zwei Brüdern mit tödlichem Ausgang. |      | 49° 23′ 25″ N, 10° 1′ 17″ O |
| Niederstetten II / Stadtteil Rinderfeld     | ca. 15./16. Jh. | Von zwei Schäfern sei einer vom Blitz erschlagen worden. / Zwei Schäfer haben sich gegenseitig erschlagen.                                                        |      | 49° 25′ 19″ N, 9° 59′ 51″ O |
| Niederstetten III / Stadtteil Rinderfeld    | ca. 16. Jh.     | [ 29 ] |      | 49° 24′ 36″ N, 10° 1′ 8″ O  |
| Niederstetten IV / Stadtteil Streichental   | ca. 16. Jh.     | Es sei eines von drei Kreuzen, die am Weg von Burg Brauneck zum Kloster Frauental anlässlich der Wiederversöhnung der Herren von Brauneck errichtet worden seien. |      | 49° 25′ 19″ N, 10° 1′ 46″ O |
| Niederstetten V / Stadtteil Streichental    | ca. 14./15. Jh. | Es haben sich zwei Schäfer gegenseitig erschlagen. |      | 49° 24′ 57″ N, 10° 1′ 20″ O |
| Niederstetten VI / Stadtteil Wermutshausen  | ca. 15./16. Jh. | Errichtet wegen eines früheren Totschlags. |      | 49° 24′ 56″ N, 9° 57′ 13″ O |
| Niederstetten VII / Stadtteil Wermutshausen | ca. 15./16. Jh. | „Heftenwegkreuz“ |      | 49° 24′ 48″ N, 9° 57′ 31″ O |

### Tauberbischofsheim
Mord- und Sühnekreuze auf der Gemarkung der Stadt Tauberbischofsheim:
| Bezeichnung                                    | Datierung        | Bezeichnung / Volkstümliche Überlieferung | Bild | Standort                    |
| ---------------------------------------------- | ---------------- | --- | ---- | --------------------------- |
| Tauberbischofsheim I-III                       | ca. 15./17. Jh.  | Verschiedene Überlieferungen. |      | 49° 37′ 20″ N, 9° 40′ 25″ O |
| Tauberbischofsheim IV                          | ca. 16./17. Jh.  | „Richtplatzkreuz“ (der ehem. Richtplatz ist in der Nähe gelegen) |      | 49° 37′ 24″ N, 9° 38′ 59″ O |
| Tauberbischofsheim V                           | ca. 16. Jh.      | [ 30 ] |      | 49° 37′ 48″ N, 9° 40′ 41″ O |
| Tauberbischofsheim VI                          | ca. 16./17. Jh.  | [ 30 ] |      | 49° 37′ 19″ N, 9° 38′ 52″ O |
| Tauberbischofsheim VII                         | ca. 16./17. Jh.  | [ 30 ] |      | 49° 37′ 44″ N, 9° 37′ 33″ O |
| Tauberbischofsheim VIII                        | ca. 14./15. Jh.  | [ 30 ] |      | 49° 38′ 34″ N, 9° 41′ 37″ O |
| Tauberbischofsheim IX                          | ca. 15./17. Jh.  | Burschen aus Paimar haben sich dort gegenseitig umgebracht. |      | 49° 38′ 18″ N, 9° 42′ 34″ O |
| Tauberbischofsheim X / Stadtteil Dienstadt     | ca. 16./17. J.   | Sühnekreuz III (Dienstadt): Menschliche Figur im Kreuzungsfeld. Muschelkalk. |      | 49° 38′ 42″ N, 9° 35′ 47″ O |
| Tauberbischofsheim XI / Stadtteil Dittigheim   | Inschrift „1491“ | Ein Grünsfelder Butterhändler wurde von Räubern überfallen und ermordet. Wenn das Wilde Heer durch das Taubertal zieht, hört man es beim Mordkreuz wimmern, heulen und schreien. Ein Vaterunser bietet Schutz vor dem Spuk. |      | 49° 37′ 5″ N, 9° 42′ 2″ O   |
| Tauberbischofsheim XII / Stadtteil Dittwar     | 1644             | Sühnekreuz I (Dittwar): „Schwedenkreuz“ / Inschrift: „1644 IST HANS WEBER / SIMONS SOHN / DES GERICHS / VON DEN SOLDATEN / ERSOSEN WORDEN“ / Ein Dittwarer Bauer pflügte. Plötzlich erschien ein schwedischer Reitertrupp am Waldrand. Der Bauer spannte sofort seine Pferde aus und ritt mit ihnen los. Als ihn die schwedischen Reiter erreichten, erschossen sie ihn.                   |      | 49° 35′ 30″ N, 9° 37′ 20″ O |
| Tauberbischofsheim XIII / Stadtteil Dittwar    | 1607             | Sühnekreuz II (Dittwar): „Hegeleinskreuz/Schwedenkreuz“ / Inschrift: „ZU GETECKNUS HANS / LANGENBERGER 1607 / AUF DER STR/AS DAS LEBEN / GELASEN“ / Ein Dittwarer Bauer wurde beim Pflügen von den Schweden getötet. |      | 49° 34′ 27″ N, 9° 36′ 42″ O |
| Tauberbischofsheim XIV / Stadtteil Hochhausen  | ca. 14./15. Jh.  | Den abgebrochenen Arm des Kreuzes soll ein verunglückter Bauer, der sich den rechten Arm verletzt hatte, abgeschlagen haben. |      | 49° 39′ 50″ N, 9° 36′ 41″ O |
| Tauberbischofsheim XV / Stadtteil Impfingen    | ca. 16./17. Jh.  | Sühnekreuz I (Impfingen): „Mordkreuz“ verweist auf einen Mord. Es handelt sich um ein Sühnekreuz mit einem eingemeißelten Schwert und eingetiefter Raute, Schaft und Kreuzbalken sind an den Kanten abgeschrägt. |      | 49° 39′ 21″ N, 9° 41′ 46″ O |
| Tauberbischofsheim XVI / Stadtteil Dienstadt   |                  | Sühnekreuz I (Dienstadt): Sandstein. Nicht bei Losch (1981) verzeichnet. |      | 49° 38′ 32″ N, 9° 35′ 44″ O |
| Tauberbischofsheim XVII / Stadtteil Dienstadt  |                  | Sühnekreuz II (Dienstadt): Kalkstein. Nicht bei Losch (1981) verzeichnet. |      | 49° 38′ 25″ N, 9° 36′ 6″ O  |
| Tauberbischofsheim XVIII / Stadtteil Impfingen | 1598             | Sühnekreuz II (Impfingen): Mordkreuz, von 1598, als Mund'sches Kreuz bezeichnet. Hintergrund: Ein Sohn der Familie Mund wurde drei Tage vor dem Martinifest totgeschlagen. Das Mund'sche Kreuz erinnert an einen Mordanschlag auf den Impfinger Bürger Matthias Mund. Der Nachname des Mörders wurde vor vielen Jahren aus dem Stein herausgemeisselt. Nicht bei Losch (1981) verzeichnet. |      | 49° 38′ 57″ N, 9° 40′ 20″ O |

### Weikersheim
Mord- und Sühnekreuze auf der Gemarkung der Stadt Weikersheim:
| Bezeichnung                           | Datierung           | Bezeichnung / Volkstümliche Überlieferung | Bild | Standort                    |
| ------------------------------------- | ------------------- | --- | ---- | --------------------------- |
| Weikersheim I / Stadtteil Neubronn    | ca. 15./16. Jh.     | „Schwedenkreuz“ / Zwei Männer wetteten, wer den anderen über die Entfernung auf die andere Dorfseite treffen könne. Beide wurden tödlich verwundet und an den entsprechenden Stellen begraben. Das zweite Kreuz ist verschwunden. |      | 49° 28′ 8″ N, 9° 58′ 3″ O   |
| Weikersheim II / Stadtteil Laudenbach | spätmittelalterlich | Spätmittelalterliches Sühnekreuz. Nicht bei Losch (1981) verzeichnet. 2020 wieder am alten Standort errichtet. |      | 49° 27′ 47″ N, 9° 56′ 34″ O |

### Werbach
Mord- und Sühnekreuze auf der Gemarkung der Gemeinde Werbach:
| Bezeichnung                           | Datierung        | Bezeichnung / Volkstümliche Überlieferung | Bild                       | Standort                    |
| ------------------------------------- | ---------------- | --- | -------------------------- | --------------------------- |
| Werbach I                             | ca. 15./16. Jh.  | [ 40 ] |                            | 49° 39′ 59″ N, 9° 38′ 37″ O |
| Werbach II                            | ca. 16./17. Jh.  | | Nicht mehr auffindbar 2019 | 49° 40′ 12″ N, 9° 38′ 26″ O |
| Werbach III                           | ca. 15./16. Jh.  | Ein Mord soll hier geschehen sein. |                            | 49° 40′ 9″ N, 9° 39′ 43″ O  |
| Werbach IV / Ortsteil Gamburg         | 1571             | „Schwedenkreuz“ / Inschrift: „ANNO 1571/DEN 12 IULII/IST AN DISE ORT MORDLICHE UMBEB/RACHT VO IRE DIESTKECHT BARBA/RA HASEN HERIGS SELIG WITFR/AU DARUB HABE IRE ERBE IE()H/HANS CU/TZ UD PET/ER ()/().“ |                            | 49° 41′ 41″ N, 9° 35′ 54″ O |
| Werbach V / Ortsteil Gamburg          | ca. 15./16. Jh.  | Ein Schäfer soll hier vom Blitz erschlagen worden sein. |                            | 49° 41′ 48″ N, 9° 35′ 56″ O |
| Werbach VI / Ortsteil Gamburg         | ca. 15./16. Jh.  | Errichtet für einen der umgekommenen Burschen aus dem Wertheimer Stadtteil Reicholzheim. |                            | 49° 41′ 43″ N, 9° 35′ 41″ O |
| Werbach VII / Ortsteil Werbachhausen  | ca. 15./16. Jh.  | Schwedenkreuz (Losch 1981) |                            | 49° 40′ 45″ N, 9° 40′ 58″ O |
| Werbach VIII / Ortsteil Werbachhausen | Inschrift „1634“ | Zwei Bauern, die sich mit ihrem Fuhrwerk auf dem engen Weg entgegenkamen und jeweils nicht ausweichen wollten, haben sich gegenseitig mit einem Karst (Weinberghacke) erschlagen.                        |                            | 49° 40′ 44″ N, 9° 40′ 37″ O |
| Werbach IX / Ortsteil Werbachhausen   |                  | Eingemauertes Steinkreuz am Aufgang zur Kirche. Nicht bei Losch (1981) verzeichnet. |                            | 49° 40′ 46″ N, 9° 40′ 58″ O |

### Wertheim
Mord- und Sühnekreuze auf der Gemarkung der Stadt Wertheim:
| Bezeichnung                                                  | Datierung                                     | Bezeichnung / Volkstümliche Überlieferung | Bild | Standort                      |
| ------------------------------------------------------------ | --------------------------------------------- | --- | ---- | ----------------------------- |
| Wertheim I & II                                              | ca. Ende 15./16. Jh. (I) / ca. 16. Jh. (II)   | „Leinreiterskreuz“ (I) / Verschiedene unterschiedliche Überlieferungen. Lapidarium des Grafschaftsmuseums |      | Koordinaten fehlen! Hilf mit. |
| Wertheim III / Weiler Bronnbach                              | ca. Ende 15./Anfang 17. Jh.                   | Zufahrt an der Nordseite Kloster Bronnbach ggü. des Kirchenschiffes, in Geländestützmauer bündig eingesetzt. |      | Koordinaten fehlen! Hilf mit. |
| Wertheim IV & V / Ortschaft Dörlesberg                       | ca. 15. Jh. (IV) / ca. 15./Anfang 16. Jh. (V) | Umfangreiche Überlieferungen in Verbindung mit anderen verschwundenen Kreuzen. |      | Koordinaten fehlen! Hilf mit. |
| Wertheim VI / Ortschaft Höhefeld                             | Ende 15./17. Jh.                              | Umfangreiche Überlieferungen in Verbindung mit den Kreuzen Wertheim IX bis XXII. |      | 49° 42′ 37″ N, 9° 36′ 38″ O   |
| Wertheim VII & VIII / Ortschaft Lindelbach                   | ca. 15./16. Jh. (VII) / ca. 15. Jh. (VIII)    | Verschiedene Überlieferungen. |      | 49° 45′ 23″ N, 9° 34′ 53″ O   |
| Wertheim IX – XXII & Wertheim XXIII / Ortschaft Reicholzheim | 14. bis 16. Jh.                               | Steinkreuznest bei Reicholzheim. „Mordkreuze“, „Streitkreuze“ / Verschiedene Überlieferungen. Die Steinkreuze sind in einer Stützmauer eingemauert. Es handelt sich um die größte bekannte Ansammlung von Steinkreuzen in Süddeutschland. |      | 49° 43′ 25″ N, 9° 32′ 26″ O   |
| Wertheim XXIV / Ortschaft Sonderriet                         | Inschrift „1586“ & „1838“                     | |      | Koordinaten fehlen! Hilf mit. |

### Wittighausen
Mord- und Sühnekreuze auf der Gemarkung der Gemeinde Wittighausen:
| Bezeichnung                                | Datierung        | Bezeichnung / Volkstümliche Überlieferung                                                                                                  | Bild | Standort                    |
| ------------------------------------------ | ---------------- | --- | ---- | --------------------------- |
| Wittighausen I / Ortsteil Oberwittighausen | ca. 15./16. Jh.  | |      | 49° 37′ 34″ N, 9° 50′ 56″ O |
| Wittighausen II / Ortsteil Vilchband       | Inschrift „1548“ | „Schwedenkreuz“ / Da das Kreuz neben der Jahreszahl die Inschrift „HANS MARCKQVRT“ trägt, soll der Namensträger hier ermordet worden sein. |      | 49° 35′ 30″ N, 9° 49′ 29″ O |

## Steinkreuznester im Main-Tauber-Kreis
Wenn an einem Aufstellungsort mehrere Kreuze beieinander liegen, spricht man von einem sogenannten Steinkreuznest. Dies kann verschiedene Gründe haben. Es kann sich zum einen tatsächlich um den ursprünglichen Standort handeln oder um einen behördlich angewiesenen Platz. Zum anderen ist aufgrund des unterschiedlichen Alters einzelner Kreuze davon auszugehen, dass sie in der Vergangenheit umgesetzt wurden, sodass sie erst später an geeigneter Stelle zu derartigen Nestern zusammengetragen worden sind. Da dieser Sachverhalte zum Teil in Vergessenheit gerieten, sind dann mitunter auch neue Sagen entstanden, in denen nun mehrere Personen, je nach der Anzahl der Objekte, eine Rolle spielen. Im Main-Tauber-Kreis sind die folgenden Steinkreuznester bekannt:
| Anzahl | Steinkreuznest                        | Kommune            | Datierung       |
| ------ | ------------------------------------- | ------------------ | --------------- |
| 14     | Steinkreuznest bei Reicholzheim       | Wertheim           | 14. bis 16. Jh. |
| 6      | Steinkreuznest bei Bad Mergentheim    | Bad Mergentheim    | 15. bis 18. Jh. |
| 3      | Steinkreuznest bei Bernsfelden        | Igersheim          | 15./16. Jh.     |
| 3      | Steinkreuznest bei Münster            | Creglingen         | 15./16. Jh.     |
| 3      | Steinkreuznest bei Tauberbischofsheim | Tauberbischofsheim | 15./17. Jh.     |
| 2      | Steinkreuznest bei Dörlesberg         | Wertheim           | 15./16. Jh.     |
| 2      | Steinkreuznest bei Grünsfeld          | Grünsfeld          | 15./16. Jh.     |
| 2      | Steinkreuznest bei Lindelbach         | Wertheim           | 15./16. Jh.     |
| 2      | Steinkreuznest bei Wertheim           | Wertheim           | 15./16. Jh.     |